# (184) Deiopea
(184) Deiopea és un asteroide que pertany al cinturó d'asteroides descobert el 28 de febrer de 1878 per Johann Palisa des de l'observatori de Pula, Croàcia. Està anomenat així per Déiope, un personatge de la mitologia grega.